# 1990 în film
- 1989 în cinematografie — 1990 în cinematografie — 1991 în cinematografie

## Premiere românești
- Coroana de foc, de Sergiu Nicolaescu
- Cine are dreptate?, de Alexandru Tatos - IMDB
- Șobolanii roșii, de Florin Codre - IMDB
- Campioana, de Elisabeta Bostan - IMDB

Documentare scurte
- De Crăciun ne-am luat rația de libertate, de Cornel Mihalache - IMDB

## Filmele cu cele mai mari încasări
| #  | Titlu                        | Studio                              | Încasări mondiale |
| -- | ---------------------------- | ----------------------------------- | ----------------- |
| 1. | Fantoma mea iubită           | Paramount Pictures                  | $505,702,588      |
| 2. | Home Alone                   | 20th Century Fox                    | $476,684,675      |
| 3. | Pretty Woman                 | Touchstone Pictures                 | $463,406,268      |
| 4. | Dances with Wolves           | Orion Pictures                      | $424,208,848      |
| 5. | Total Recall                 | TriStar Pictures / Carolco Pictures | $261,336,002      |
| 6. | Back to the Future Part III  | Universal Pictures                  | $244,527,583      |
| 7. | Die Hard 2                   | 20th Century Fox / Silver Pictures  | $240,031,094      |
| 8. | Presumed Innocent            | Warner Bros.                        | $221,303,188      |
| 9. | Teenage Mutant Ninja Turtles | New Line Cinema                     | $201,965,915      |
| 10 | Kindergarten Cop             | Universal Pictures                  | $201,957,688      |

## Premii

### Oscar
- Cel mai bun film:
- Cel mai bun regizor:
- Cel mai bun actor:
- Cea mai bună actriță:
- Cel mai bun film străin:

Articol detaliat: Oscar 1990

### César
- Cel mai bun film:
- Cel mai bun actor:
- Cea mai bună actriță:
- Cel mai bun film străin:

Articol detaliat: Césars 1990

### BAFTA
- Cel mai bun film:
- Cel mai bun actor:
- Cea mai bună actriță:
- Cel mai bun film străin: